# Mylothris talboti
Mylothris talboti är en fjärilsart som beskrevs av Berger 1980. Mylothris talboti ingår i släktet Mylothris och familjen vitfjärilar. IUCN kategoriserar arten globalt som livskraftig. Inga underarter finns listade i Catalogue of Life.